# Caulibugula hastingsae
Caulibugula hastingsae is een mosdiertjessoort uit de familie van de Bugulidae. De wetenschappelijke naam van de soort is voor het eerst geldig gepubliceerd in 1941 door Marcus.